# Popeye Jones
Ronald Jerome "Popeye" Jones, född 17 juni 1970 i Dresden i Tennessee, är en amerikansk före detta professionell basketspelare som tillbringade elva säsonger (1993–2004) i den nordamerikanska basketligan National Basketball Association (NBA), där han spelade för Dallas Mavericks, Toronto Raptors, Boston Celtics, Denver Nuggets, Washington Wizards och Golden State Warriors. Under sin karriär gjorde han 3 726 poäng (sju poäng per match), 696 assists och 3 981 rebounds, räddningar från att bollen ska hamna i nätkorgen, på 535 grundspelsmatcher. Han spelade också för italienska basketlaget Aresium Milano mellan 1992 och 1993.
Jones draftades i andra rundan i 1992 års draft av Houston Rockets som 41:a spelare totalt.
Innan han blev proffs, studerade han vid Murray State University och spelade för deras idrottsförening Murray State Racers basketlag mellan 1988 och 1992. Jones är den enda i Murray State Racers historia att ha lyckats både producera mer än 2 000 poäng och ha fler än 1 000 rebounds. Efter spelarkarriären har han fortsatt arbeta inom NBA och för Dallas Mavericks, New Jersey Nets, Brooklyn Nets och Indiana Pacers.
Han är far till ishockeybackarna Seth Jones, som spelar för Columbus Blue Jackets (NHL), och Caleb Jones, som spelar inom organisationen för Edmonton Oilers (NHL).